# Tidsaxel över andra världskriget

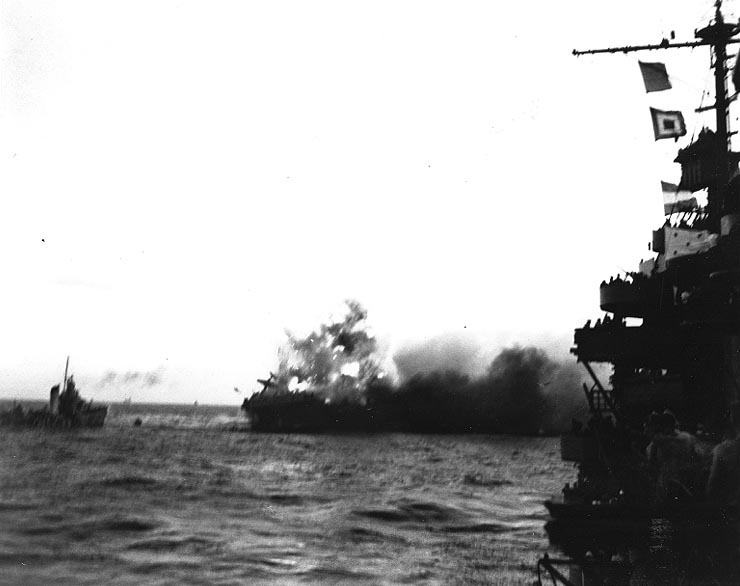
USS Lexington exploderar under slaget om Korallhavet.

Detta är en lista över händelser med relevans för krigföringen under andra världskriget, uppräknade år för år i kronologisk ordning. 

## 1939

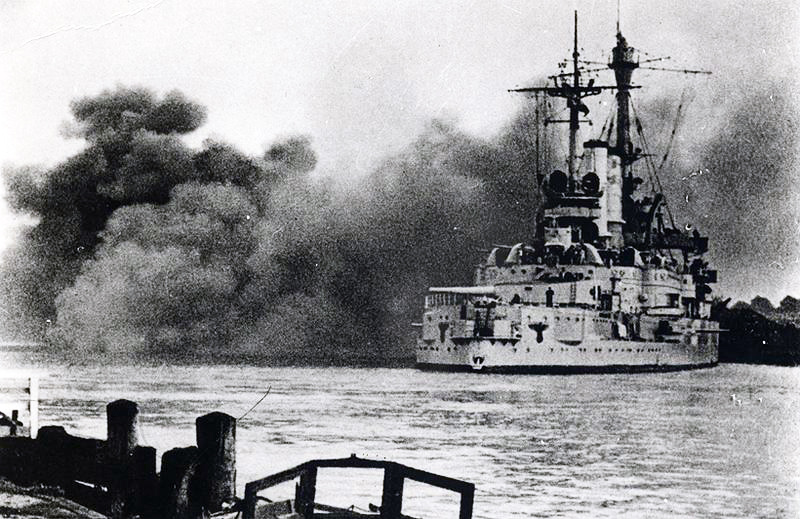
Det tyska slagskeppet Schleswig-Holstein beskjuter Westerplatte den 13 september 1939

- 1 september - Tyskland invaderar Polen.
- 3 september
  - Storbritannien och Frankrike förklarar krig mot Tyskland.
  - "Låtsaskriget" inleds på västfronten, då lite eller ingen militär aktivitet sker.
  - Slaget om Atlanten börjar.
- 17 september - Sovjetunionen invaderar östra Polen i enlighet med Molotov–Ribbentrop-pakten.
- 27 september - Tyskarna intar Warszawa och inom ett par dagar upphör allt polskt motstånd.
- 14 oktober - Den tyska ubåten U-47 sänker det brittiska slagskeppet HMS Royal Oak där det ligger för ankar i flottbasen i Scapa Flow.
- 4 november - Neutrality Act of 1939 antas av USA:s kongress. Lagen tillåter USA att sälja krigsmateriel till krigförande nationer på villkor att de betalar kontant och transporterar det på egna skepp. Tidigare hade ett vapenembargo rått.
- 30 november - Sovjetunionen anfaller Finland. Finska vinterkriget inleds med slaget vid Petsamo. I enlighet med Molotov–Ribbentrop-pakten ger Tyskland Sovjetunionen fria händer i Finland.
- 7 december - Slaget vid Suomussalmi under vinterkriget inleds.
- 13 december - Slaget vid Río de la Plata, det tyska fickslagskeppet Admiral Graf Spee skadas svårt av brittiska kryssare och borras 17 december i sank av den egna besättningen.

## 1940

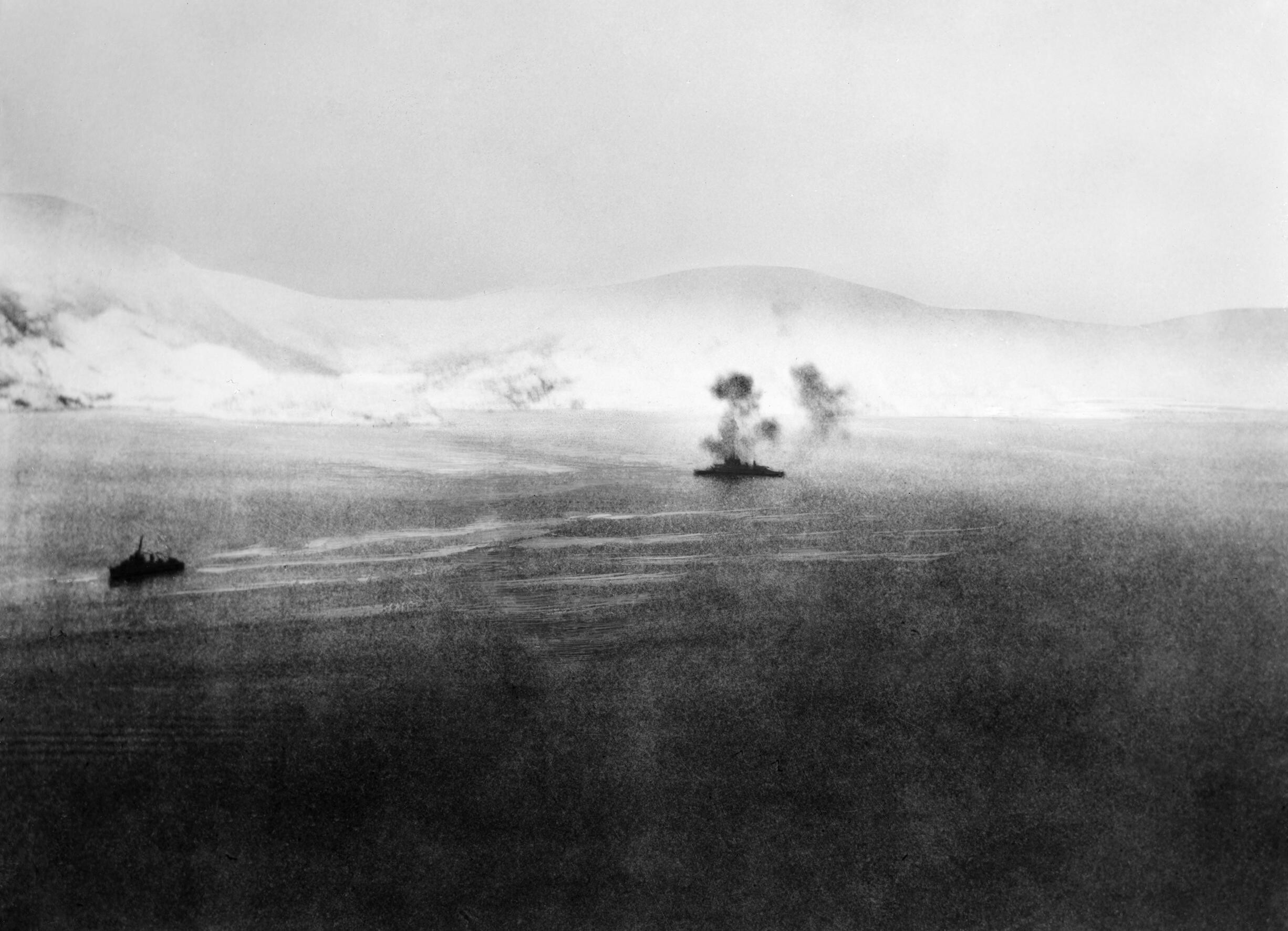
Det brittiska skeppet HMS Warspite (bakgrund) under slaget om Narvik 1940.

- 8 januari - Finland vinner en förkrossande seger i slaget vid Suomussalmi.
- 16 februari - Altmarkaffären: brittiska flottan uppbringar det tyska tankfartyget Altmark som transporterade brittiska krigsfångar i norskt territorialvatten.
- 12 mars - Finland förlorar slaget vid Petsamo.
- 13 mars - Fredsavtal mellan Finland och Sovjetunionen (Moskvafreden).
- 9 april - Tyskland anfaller Danmark och Norge (Operation Weserübung). Danmark kapitulerar samma dag. I Norge inleds slaget om Narvik och i Drøbaksundet sänker norskt kustartilleri den tyska kryssaren Blücher vilket ger det norska kungahuset och regering tid att undgå tysk fångenskap.
- 10 maj
  - Slaget om Frankrike inleds när Tyskland anfaller Nederländerna, Belgien och Luxemburg.
  - Brittiska styrkor ockuperar Island (vid tillfället i union med Danmark).
- 12 maj - Den tyska huvudstyrkan når floden Meuse i Frankrike mellan städerna Sedan och Dinant. Ungefär samtidigt går den allierade huvudstyrkan in i Belgien för att möta det tyska anfallet där. Slaget vid Sedan inleds.
- 14 maj - Nederländerna kapitulerar efter att Rotterdam bombats kraftigt.
- 15 maj - Tysk seger i slaget vid Sedan.
- 20 maj - Tyska trupper når Engelska kanalen vid Noyelles.
- 27 maj - Evakueringen av brittiska och franska trupper från Dunkerque börjar (Operation Dynamo).
- 28 maj - Belgien kapitulerar.
- 8 juni - Tyskland segrar i slaget om Narvik.
- 10 juni
  - Italien förklarar krig mot Frankrike och Storbritannien och påbörjar en invasion av södra Frankrike, som trots ett numerärt övertag på ca. 5:1 slås tillbaka av fransmännen.
  - Striderna upphör i Norge.
- 11 juni - Belägringen av Malta under andra världskriget påbörjas.
- 13 juni - Fälttåget i Östafrika inleds med ett italienskt flyganfall på en flygbas i Brittiska Östafrika.
- 14 juni - Tyska trupper intar Paris.
- 15 juni - Sovjetunionen invaderar Litauen.
- 16 juni - Sovjetunionen invaderar Lettland och Estland.
- 18 juni - Fria Frankrike, som ska fortsätta striden mot Tyskland, utropas av Charles de Gaulle i ett radiotal.
- 20 juni - Psilanderaffären: fyra svenska jagare tas tillfälligt i beslag av den brittiska flottan.
- 22 juni - Frankrikes konseljpresident Pétain ingår ett stilleståndsavtal med tyskarna i Compiègneskogen. Huvudstaden för det oockuperade Frankrike blir Vichy, se Vichyregimen.
- 28 juni - Sovjetunionen ockuperar Bukovina och Bessarabien
- 3 juli - Royal Navy attackerar de franska fartygen i Mers-el-Kébir.
- 10 juli - Luftslaget om Storbritannien påbörjas med tyska flyganfall på fartyg i Engelska kanalen (Kanalkampf).
- 12 augusti - Adlertag, startskottet för den tyska luftoffensiven (Adlerangriff) mot flygfält nära den engelska kusten under slaget om Storbritannien.
- 2 september - USA och Storbritannien kommer överens om att byta 50 amerikanska jagare mot brittiska baser i västra halvklotet.
- 7 september  - Blitzen, systematiska tyska luftangrepp mot engelska städer, inleds under slaget om Storbritannien.
- 9 september  - Invasionen av Egypten inleds av italienska styrkor.
- 12 september - En brittisk delegation anländer i Washington, D.C. för att dela med sig av militära vetenskapliga hemligheter med amerikanerna i hopp om att säkra amerikanskt stöd för Storbritannien (Tizard Mission).
- 22-26 september - Japan ockuperar Vichytrogna Franska Indokina.
- 23-25 september - Allierade styrkor slås tillbaka av Vichyfranska trupper i slaget om Dakar, Franska Västafrika.
- 27 september - Tyskland, Italien och Japan ingår tremaktspakten.
- 15 oktober - Hitler uppskjuter invasionen av England
- 28 oktober - Italiensk-grekiska kriget utbryter när Italien angriper Grekland från Albanien. Efter fem dagar driver de grekiska trupperna tillbaka italienarna in i Albanien.
- 12 november - Brittiskt hangarfartyg anfaller den italienska flottbasen i Taranto och sänker tre slagskepp.
- 7 december - Brittisk motoffensiv i Nordafrika (Operation Compass). De italienska trupperna besegras, drivs ut ur Egypten och provinsen Cyrenaika i den italienska kolonin Libyen erövras.

## 1941

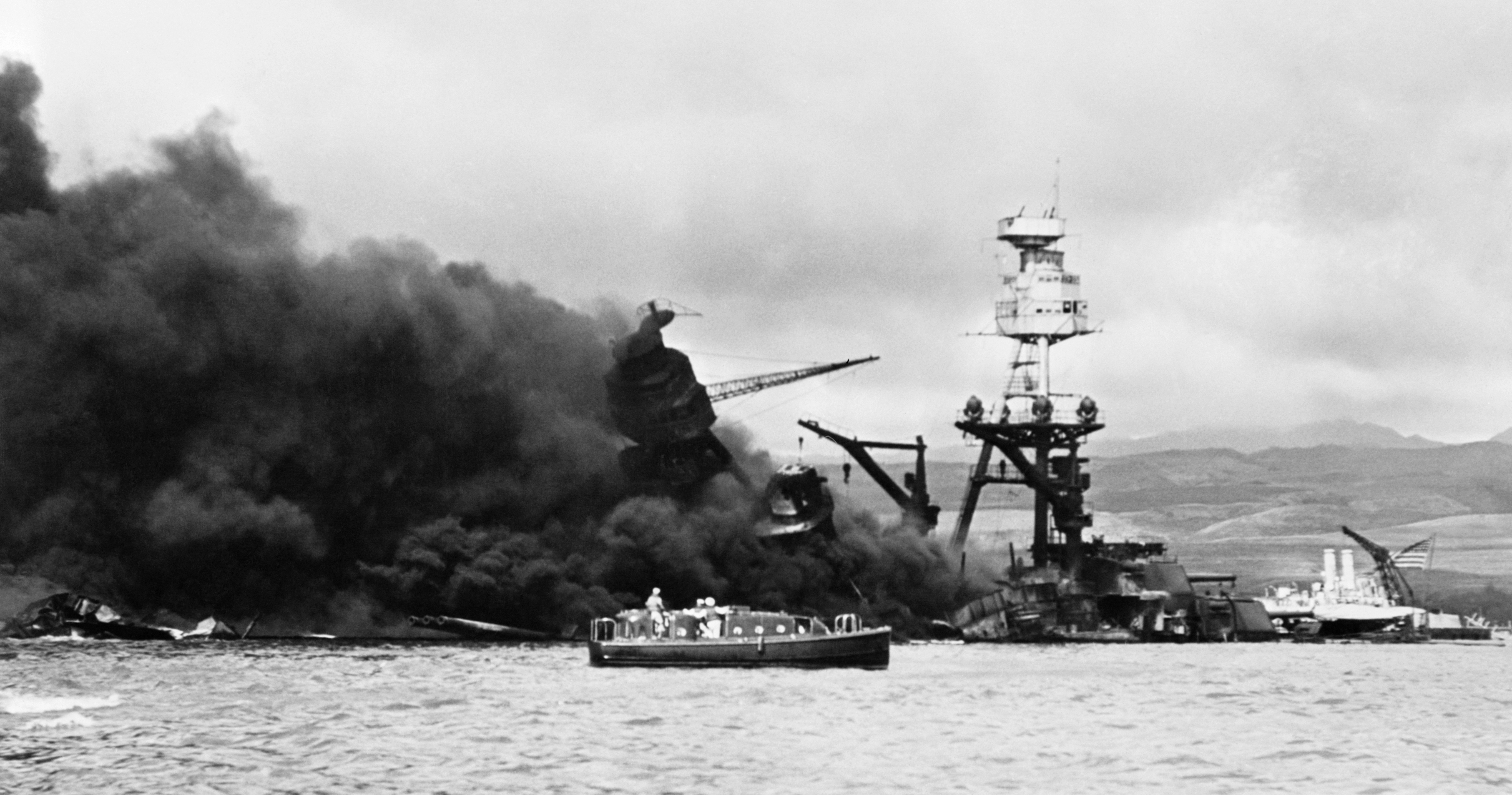
1941 anfalls Pearl Harbor av Japan och drar därmed in USA i andra världskriget. På bilden ses USS Arizona (BB-39) sjunka under attacken.

- Februari, mars - Tyska afrikakåren, underställd Erwin Rommel, sätts in i Nordafrika.
- 1 mars - Bulgarien ansluter sig till tremaktspakten.
- 11 mars - Lend-Lease Act antas av USA. Lagen tillåter omfattande leveranser av krigsmateriel till de allierade.
- 25 mars - Kungariket Jugoslavien ansluter sig till tremaktspakten.
- 27 mars - Den tyskvänliga regeringen i Jugoslavien avsätts i en statskupp.
- 28 mars - Italienska flottan ser sig slagen vid Kap Matapan.
- april - Brittisk-grekisk överenskommelse. Brittiska trupper skickas från Nordafrika till Grekland.
- 6 april - Tyskland angriper Jugoslavien och Grekland.
- 10 april
  - Utropandet av den tyska marionettstaten Oberoende staten Kroatien.
  - Belägringen av Tobruk inleds av axelmakterna i Nordafrika.
- 18 april - Jugoslavien besegras och ockuperas av axelmakterna.
- 30 april - Grekland besegras och ockuperas av axelmakterna, exklusive Kreta.
- 2 maj - Iraks premiärminister beordrar, påverkad av tyska agenter, ett angrepp på de brittiska garnisonerna i Basra och al-Habbaniyya och hotar därmed brittiska oljeintressen. Brittiska trupper från Brittiska Palestinamandatet invaderar dock snabbt Irak och vapenvila ingås den 31 maj (Anglo-irakiska kriget).
- 10 maj - Rudolf Hess, Hitlers ställföreträdare, flyger på eget bevåg till Storbritannien för att mäkla fred, men interneras istället genast.
- 11 maj - Slutet på Blitzen, då de tyska flygstridskrafterna dras samman för invasionen av Sovjetunionen.
- 20 maj - Slaget om Kreta påbörjas.
- 27 maj - Det tyska slagskeppet Bismarck sänks i strid med den brittiska flottan.
- 1 juni - Tyskland segrar i slaget om Kreta trots svåra förluster.
- 8 juni - Fälttåget i Syrien och Libanon påbörjas av de allierade mot Vichyfranska styrkor i Franska mandatet för Syrien och Libanon.
- 16 juni - USA går med på att överta ockupationen av Island från britterna.
- 21 juni - Brittiska och fria franska trupper intar Damaskus i det Franska mandatet för Syrien och Libanon.
- 22 juni - Tyskland anfaller Sovjetunionen (Operation Barbarossa).
- 25 juni - Fortsättningskriget inleds då Finland går med i den tyska invasionen av Sovjetunionen.
- Juli - USA stoppar all export av olja till Japan på grund av Japans ockupation av Franska Indokina och krig mot Kina.
- 14 juli - Allierad seger i fälttåget i Syrien och Libanon efter att de Vichyfranska styrkorna gått med på vapenvila.
- 14 augusti - Roosevelt och Churchill utfärdar Atlantdeklarationen, ett avtal om samarbete i kriget mellan det neutrala USA och Storbritannien.
- 25 augusti - Sovjetunionen och Storbritannien invaderar Iran.
- 8 september - Den 900 dagar långa belägringen av Leningrad inleds.
- 2 oktober - Slaget om Moskva inleds.
- 23 oktober - Den amerikanska jagaren Reuben James sänks av en tysk ubåt.
- 30 oktober - Slaget om Sevastopol inleds.
- 13-27 november - De italienska styrkorna intar sin sista ställning i Gonder, Italienska Östafrika, och besegras av de allierade. Slutet på fälttåget i Östafrika.
- 27 november - Belägringen av Tobruk bryts i och med Operation Crusader.
- 6 december - Sovjetiska trupper inleder en framgångsrik motoffensiv utanför Moskva, detta blir Tysklands första stora bakslag under kriget.
- 7 december - Japanskt flyg anfaller USA:s flottbas Pearl Harbor och får på så vis USA att gå med i kriget på de allierades sida. I anfallet förstörs många amerikanska krigsfartyg, men tre hangarfartyg som normalt sett var baserade där undkom.
- 8 december
  - Japan invaderar Malaya, vilket inleder slaget om Malackahalvön.
  - Japan invaderar Filippinerna.
- 10 december - Det brittiska slagskeppet Prince of Wales och slagkryssaren Repulse (Force Z) som färdas utan luftunderstöd, sänks av japanska luftstridskrafter utanför Malayas kust.
- 11 december - Tyskland och Italien förklarar krig mot USA.
- 12 december - Bulgarien förklarar krig mot USA och Storbritannien.
- 25 december - Den brittiska kolonin Hongkong erövras av Japan.

## 1942
- januari

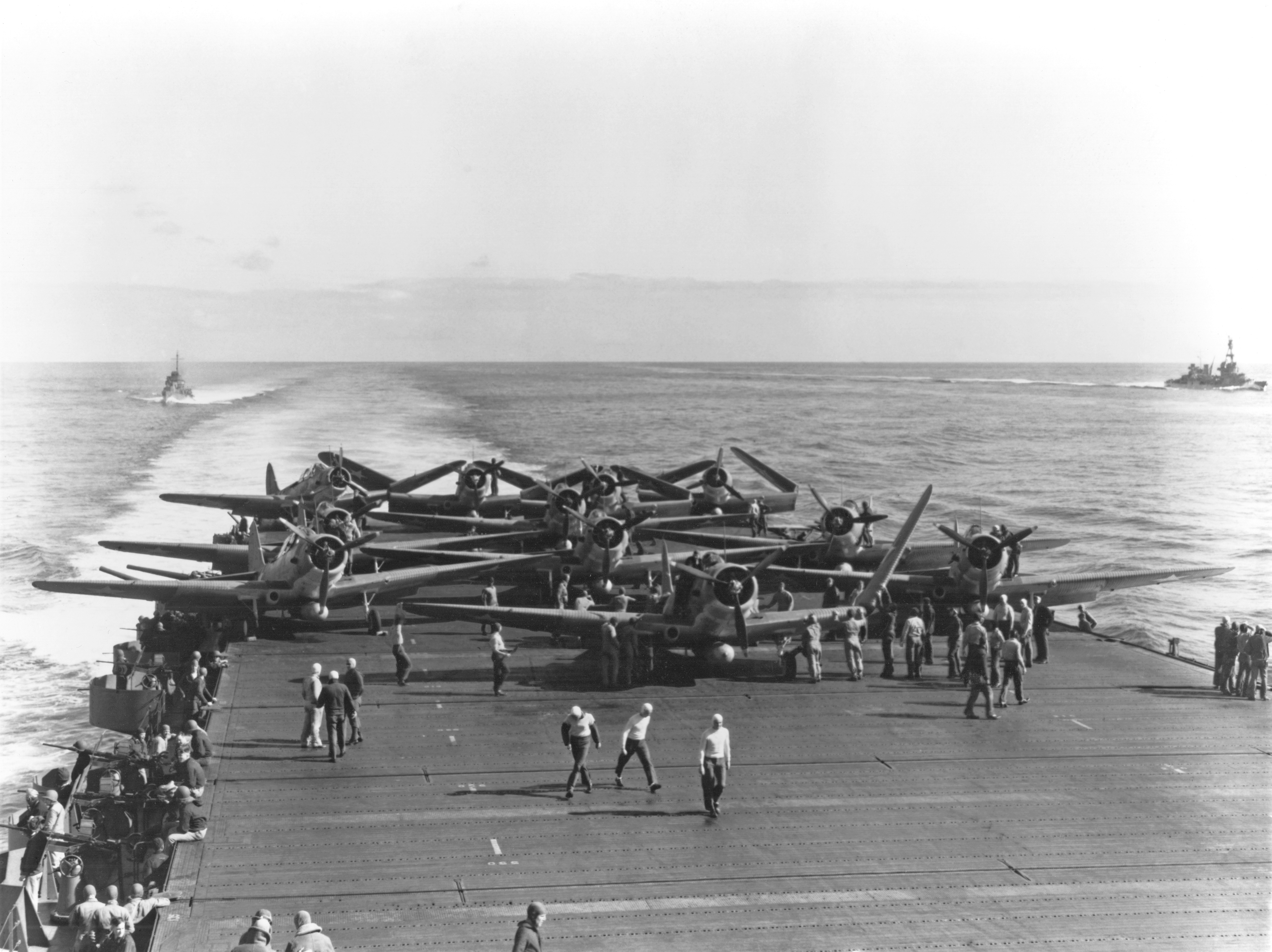
Douglas TBD:or på USS Enterprise under slaget vid Midway, juni 1942.

  - Tyskland inleder Operation Paukenschlag, en ubåtsoffensiv vid USA:s östkust.
  - USA:s president Roosevelt godkänner det som senare blir känt som Manhattanprojektet, dvs. framställningen av den första atombomben
- 21 januari Axelmakterna inleder en offensiv i Nordafrika.
- 31 januari
  - Japan segrar i slaget om Malackahalvön och ockuperar Malaya.
  - Slaget om Singapore inleds.
- 15 februari - britterna kapitulerar i Singapore.
- 19 februari - Den australiensiska hamnstaden Darwin bombas av japanska luftstridskrafter.
- 27 februari - Sjöslaget vid Javasjön - japansk seger över en kombinerad allierad styrka.
- 28 mars - Bombningen av Lübeck.
- 18 april - Doolittleräden, där amerikanska bombplan startar från hangarfartyg, bombar Tokyo och landar i Kina går av stapeln. Räden var en hämnd för attacken mot Pearl Harbor.
- 23 april - Baedekerräderna mot brittiska städer inleds av tyska flygvapnet.
- 4-8 maj - Sjöslaget om Korallhavet - allierad seger avvärjer en japansk invasion av Australien.
- 5 maj - Slaget om Madagaskar inleds. Brittiska styrkor utför sin första amfibieoperation sedan slaget vid Gallipoli under första världskriget.
- 8 maj - Slaget om Filippinerna slutar med japansk seger.
- 26 maj - Slaget vid Gazala i Nordafrika. Tysk seger gör att Tobruk faller i axelmakternas händer.
- 3 - 6 juni - Slaget vid Midway blir vändpunkten i kriget om Stilla Havet.
- 21 juni - Tobruk erövras av Rommel.
- 30 juni - Sevastopol intas av tyska trupper.
- 1-27 juli - En brittisk seger i första slaget vid el-Alamein hejdar axelmakternas offensiv.
- 7 augusti - Guadalcanalkampanjen inleds.
- 19 augusti
  - Tyska sjätte armén anfaller Stalingrad och påbörjar slaget om staden.
  - Räden i Dieppe - allierade styrkor gör en misslyckad räd emot den tyskockuperade staden Dieppe på den franska kusten.
- 23 oktober - Andra slaget vid el-Alamein inleds. Den allierade segern markerar vändpunkten för striderna i Nordafrika.
- 6 november - Sista Vichyfranska motståndet på Madagaskar nedkämpas.
- 8 november - Operation Torch De allierade landstiger i Franska Nordafrika (Algeriet och Marocko).
- 11 november - Operation Anton. Tyskland ockuperar  Vichyfrankrike som svar på Operation Torch.
- 13 november - Britterna återtar hamnstaden Tobruk från tyskarna.
- 17 november - Fälttåget i Tunisien påbörjas.
- 19 november - Sovjetiska trupper inleder en offensiv för att inringa Stalingrad (Operation Uranus). Detta blir vändpunkten för striderna på östfronten.
- 20 november - Belägringen av Malta hävs.
- 27 november - Frankrikes flotta sänker sina egna fartyg i Toulon för att förhindra att de faller i tyska händer.

## 1943
- 14-24 januari - Casablancakonferensen hålls mellan USA, Storbritannien och Fria Frankrike. Man bestämmer att man ska kräva axelmakternas ovillkorliga kapitulation, med mera.
- 31 januari - Tyska 6:e armén kapitulerar vid Stalingrad.
- 2 februari - De sista tyska trupperna från det 6 månader långa slaget vid Stalingrad kapitulerar.
- 7 februari - De japanska styrkorna evakueras från Guadalcanal.
- 21 februari - Tyskland inleder en motoffensiv på östfronten i tredje slaget vid Charkov.
- 28 februari - Kompani Linge med hjälp av Milorg utför tungvattenaktionen vilket förstör Norsk Hydros elektrolysanläggning för tungt vatten. Detta hindrar Tyskland från att få tillgång till tungt vatten, vilket var en nödvändig del i Nazitysklands kärnvapenprogram.
- 18 april - Den japanske amiralen Isoroku Yamamoto dödas av amerikanska luftstridskrafter efter att USA knäckt den japanska radiokoden och därigenom fått kännedom om Yamamotos rörelser.
- maj - "Svarta maj" för den tyska ubåtsflottan som lider svåra förluster. Vändpunkten för slaget om Atlanten.
- 13 maj - Fälttåget i Tunisien slutar med att axelmakternas styrkor kapitulerar i Nordafrika.
- 4 juli - Slaget vid Kursk inleds (Operation Citadel).
- 9 juli - Allierade trupper landstiger på Sicilien (Operation Husky).
- 12 juli - 15 juli - Slaget vid Prochorovka, ett större pansarslag som var en del av slaget vid Kursk utspelas.
- 24 juli-3 augusti - Hamburg bombas omfattande av brittiska flygvapnet (Operation Gomorrah).
- 25 juli - Mussolini avsätts som Italiens ledare och fängslas. Den nya italienska regeringen inleder hemliga förhandlingar om vapenvila med de allierade.
- 23 augusti - Sovjetisk seger i slaget vid Kursk.
- 8 september
  - Italien kapitulerar. Tyskland ockuperar norra och mellersta Italien.
  - Slaget om Tolvöarna inleds, allierade styrkor försöker hindra tyska styrkor från att ta kontrollen över Tolvöarna i Medelhavet som tills nu hållits av italienska styrkor.
- 9 september - Allierade trupper landstiger i södra Italien.
- 12 september - Mussolini fritas av tyskarna (Operation Eiche).
- 22 september - Sovjetiska trupper korsar Dnepr.
- 23 september - Utropandet av den tyska marionettstaten Italienska sociala republiken.
- 27-30 september -  Italienska motståndsrörelsen befriar Neapel från tysk ockupation (De fyra dagarna i Neapel).
- 13 oktober - Kungariket Italien ansluter sig till de allierade.
- 20 november - 23 november - Slaget om Tarawa i Stilla havet.
- 22 november - Slaget om Tolvöarna slutar med tysk seger.
- 22-26 november - Kairokonferensen äger rum mellan USA, Storbritannien och Kina. Den behandlade de allierades hållning gentemot Japan under andra världskriget och fattade beslut om efterkrigstidens Asien.
- 28 november-1 december - Teherankonferensen äger rum mellan USA, Storbritannien och Sovjetunionen. Man beslutar om en allierad invasion av Frankrike under sommaren 1944 och att den skall stöttas av en sovjetisk offensiv vid östfronten vid samma tid med mera.

## 1944

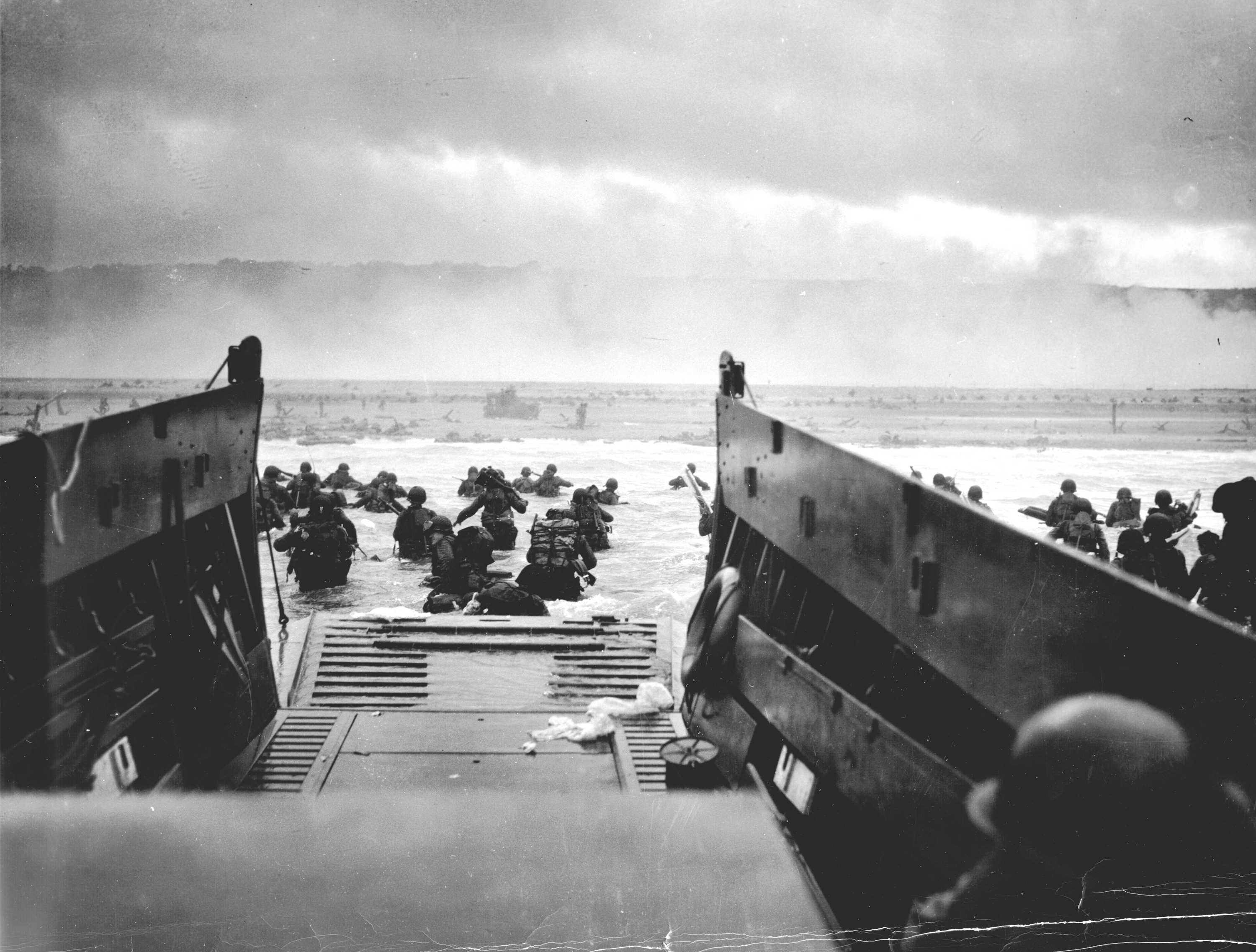
Allierade invasionsstyrkor landsätts på Omaha Beach under Dagen D, 1944.

- 17 januari - Första slaget om Monte Cassino i Italien inleds.
- 21 januari
  - Allierade trupper landstiger vid Anzio på den italienska kusten.
  - Den tyska luftoffensiven Operation Steinbock inleds mot brittiska städer. Offensiven avslutas 29 maj utan större framgång.
- 24 januari - Sovjetunionen omringar XXXXI. Armeekorps och XI. Armeekorps i Korsun-Tjerkassy-fickan.
- Februari - den 900 dagar långa belägringen av Leningrad bryts.
- 5 mars - Slaget vid Kamjanets-Podilskyj inleds.
- 19 april
  - Upproret i Warszawas getto inleds.
  - Operation Ichi-Go, ett japanskt fälttåg mot kinesiska styrkor inleds i Kina.
- 16 maj - Upproret i Warszawas getto nedkämpas.
- 18 maj - fjärde slaget om Monte Cassino avslutas med allierad seger.
- juni - Slaget om Marianerna och Palau mellan USA och Japan i stilla havet inleds och slutar med amerikansk seger.
- 4 juni - De allierade befriar den italienska huvudstaden Rom.
- 6 juni - Allierade trupper landstiger i Normandie, nordvästra Frankrike.
- 13 juni - Den första V-1-roboten avfyras mot London. Cirka 10 000 V-1:or avfyras under kriget.
- 15 juni - Amerikanska trupper landstiger på Saipan och inleder slaget om Saipan.
- 19-20 juni - Japan lider en stor förlust i sjöslaget om Filippinska sjön.
- 23 juni - Den sovjetiska offensiven i Vitryssland och Litauen, Operation Bagration, inleds.
- 20 juli - 20 juli-attentatet mot Adolf Hitler.
- 31 juli - Amerikanska trupper når Avranches och utbrytningen från Normandie börjar.
- 1 augusti - Warszawaupproret inleds.
- 12 augusti-21 augusti - En stor tysk truppkoncentration börjar omringas söder om staden Falaise i Frankrike. De allierade lyckas nedkämpa fickan och därmed är slaget om Normandie vunnet.
- 15 augusti - Amerikanska och franska trupper landstiger mellan Cannes och Toulon i södra Frankrike, Operation Anvil.
- 19 augusti - Den franska motståndsrörelsen inleder ett uppror i Paris.
- 23 augusti
  - Kung Mikael I av Rumänien genomför en statskupp och utropar en ensidig vapenvila med Sovjetunionen.
  - Bulgarien lämnar axelmakterna.
- 25 augusti - Paris befrias av de allierade.
- 26 augusti - Bulgarien förklarar sig neutralt i kriget mellan Sovjetunionen och Tyskland.
- 4 september - Vapenvila mellan Sovjetunionen och Finland.
- 5 september - Sovjetunionen förklarar krig mot Bulgarien.
- 8 september
  - Sovjetiska trupper intågar i Bulgarien.
  - Statskupp i Bulgarien, den nya regeringen förklarar krig mot Tyskland.
  - Den första V-2-roboten avfyras mot Paris. Över 3000 V-2:or avfyras under kriget.
- 12 september - Rumänien kapitulerar officiellt till de allierade.
- 15 september
  - Lapplandskriget inleds, Finland bekämpar de tyska styrkorna i Finland.
  - Operation Tanne Ost, finsk-sovjetiska styrkor hindrar tyska styrkor från att besätta ön Hogland.
- 17 september - Operation Market Garden med syfte att snabbt göra slut på kriget inleds på västfronten men misslyckas på grund av oväntat hårt tyskt motstånd.
- 19 september - Mellanfreden i Moskva undertecknas av Sovjetunionen och Finland, slutet på fortsättningskriget.
- 3 oktober
  - Warszawaupproret nedkämpas.
  - Slaget om Nordkalotten inleds.
- 14 oktober - brittiska styrkor intar den grekiska huvudstaden Aten.
- 19 oktober - Röda armén når Tysklands östra gräns.
- 20 oktober - Slaget om Filippinerna inleds med amerikanska landstigningar på ön Leyte.
- 23-26 oktober - Sjöslaget vid Leytebukten. Allierad seger.
- 29 oktober
  - Slaget om Nordkalotten avslutas med sovjetisk framgång. Sovjetiska styrkor påbörjar sitt intåg i Nordnorge.
  - Slaget om Budapest mellan Sovjetunionen och Tyskland inleds.
- november - Slaget om Marianerna och Palau avslutas med amerikansk seger.
- 22 november - Det tyska slagskeppet Tirpitz sänks av det brittiska flygvapnet.
- 29 november - Albanien helt befriat från den tyska ockupationen.
- 16 december - Den tyska Ardenneroffensiven inleds på västfronten.
- 24 december - Allierade trupper håller frontlinjerna vid Bastogne på västfronten och inleder sin motoffensiv.
- 31 december - Operation Ichi-Go avslutas med japansk seger.

## 1945
- 1 januari

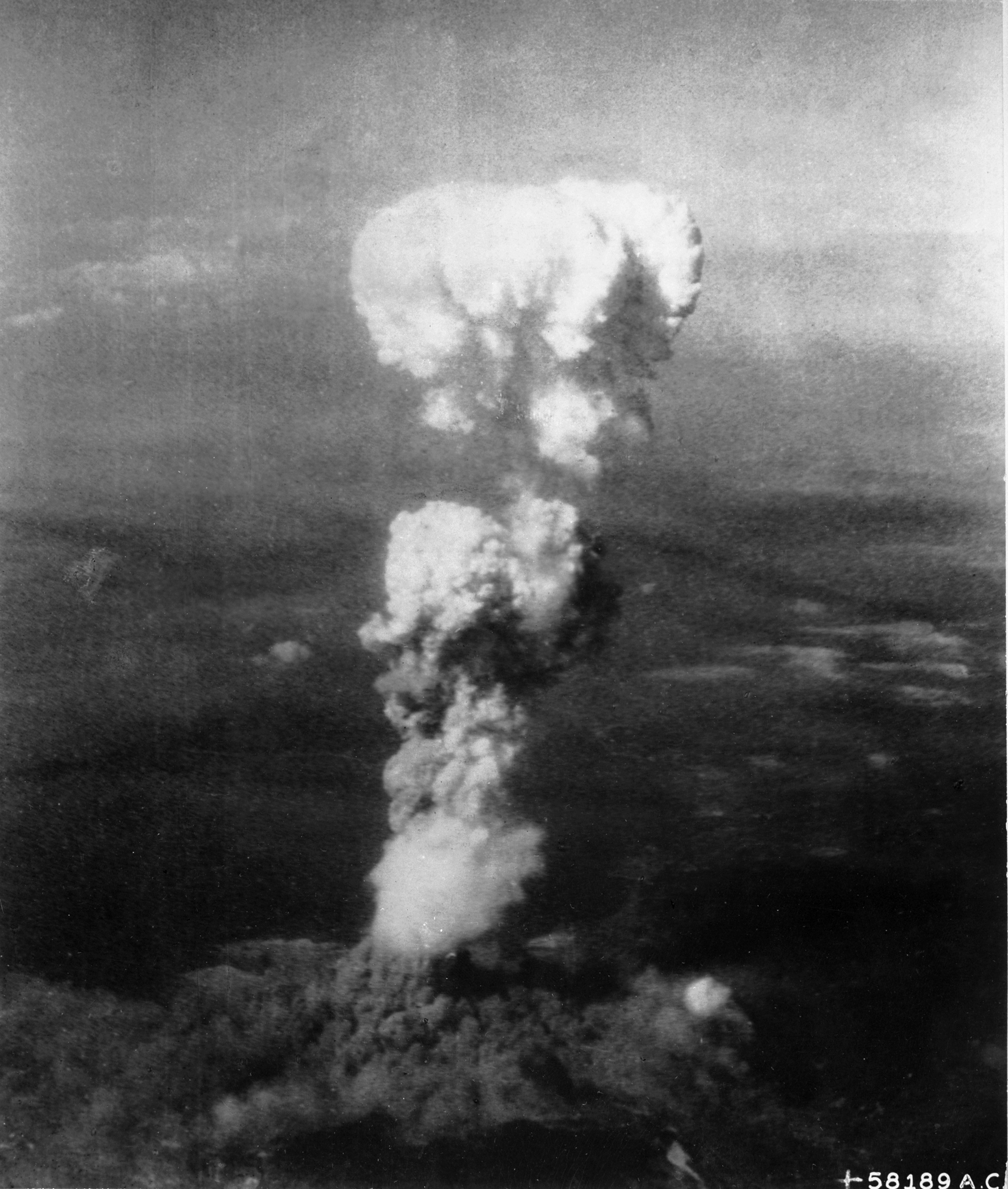
USA släpper den första atombomben, kallad Little Boy, över Hiroshima 1945.

  - Den tyska luftoffensiven operation Bodenplatte går av stapeln på västfronten, den misslyckas dock.
  - Den tyska operation Nordwind inleds på västfronten utan att möta framgång.
- 9 januari - Amerikanarna landstiger på Luzon, Filippinernas huvudö och den största ön som japanerna besatte mellan Tokyo och Nya Guinea.
- 12 januari - Röda armén inleder Wisła-Oder-offensiven.
- 3 februari - Slaget vid Filippinernas huvudstad Manila inleds mellan amerikanska och japanska styrkor. Det blir ett av de blodigaste slagen i Stillahavskriget i och med Manilamassakern.
- 13 februari - slaget om Budapest slutar med sovjetisk seger då de sista axelmaktsstyrkorna i staden kapitulerar.
- 13-15 februari - De brittiska och amerikanska flygvapnen bombar Dresden.
- 19 februari - Slaget om Iwo Jima inleds.
- 3 mars - slaget vid Manila slutar med amerikansk seger.
- 6-16 mars - En tysk offensiv för att återta Budapest misslyckas (Operation Frühlingserwachen).
- 7 mars - De allierade intar den sista intakta bron över floden Rhen i Remagen.
- 9-10 mars - Bombningen av Tokyo.
- 18 mars - Slaget om Okinawa inleds.
- 19 mars - De västallierades invasion av Tyskland inleds.
- 27 mars - De två sista V-2:orna avfyras mot England
- 29 mars - Den sista V-1:an avfyras mot England.
- 6 april - De allierade inleder sin våroffensiv i Italien (Operation Grapeshot).
- 7 april - Operation Ten-Go - japanskt marint självmordsanfall med slagskeppet Yamato i spetsen krossas av amerikanska flygstridskrafter.
- 12 april - USA:s president Franklin D. Roosevelt avlider av en hjärnblödning. Ny president blir vicepresident Harry S. Truman.
- 16 april - Sovjetiska trupper inleder slutoffensiven mot Berlin.
- 16-19 april - Ett av de hårdaste slagen under andra världskriget äger rum vid Seelowhöjderna 90 km öster om Berlin.
- 25 april
  - Italienska motståndsrörelsen utropar ett allmänt uppror mot den tyska ockupationen (Befrielsedagen i Italien).
  - Sovjetiska och amerikanska soldater möts för första gången vid staden Torgau söder om Berlin.
- 26 april - Norska Finnmark fylke utropas som helt befriat av sovjetisk-norska styrkor.
- 27 april - Österrikes oberoende från Tyskland utropas i Wien (under sovjetisk ockupation).
- 28 april - Mussolini dödas av den italienska motståndsrörelsen.
- 30 april - Adolf Hitler begår självmord och utser i sitt politiska testamente amiral Karl Dönitz till sin efterträdare som statsöverhuvud och tysk överbefälhavare.
- 2 maj - De tyska styrkorna i Italien och Berlin kapitulerar.
- 5 maj
  - Danmark befriat av de allierade (förutom Bornholm).
  - Pragupproret inleds.
  - Pragoffensiven inleds av sovjetiska styrkor.
- 7 maj - Tyskland kapitulerar villkorslöst för de allierade.
- 8 maj
  - Segerdagen utropas i Västeuropa.
  - Pragupproret slutar med vapenvila mellan den tjeckoslovakiska motståndsrörelsen och den tyska armén i Prag som tillåts evakuera staden.
  - De tyska styrkorna på Tolvöarna och Kreta kapitulerar.
- 9 maj
  - Segerdagen utropas av Röda armén.
  - De tyska styrkorna på Bornholm kapitulerar efter bombardemang och landstigning av sovjetiska styrkor.
  - Sovjetiska styrkor intågar i Prag.
- 11 maj - Pragoffensiven avslutas.
- 14-15 maj - Slaget vid Poljana utkämpas mellan jugoslaviska armén och retirerande axelmaktsstyrkor.
- 22 juni - Slaget om Okinawa slutar med amerikansk seger.
- 16 juli - Trinitytestet sker, historiens första kärnvapenprov.
- 6 augusti - USA fäller den första atombomben över Hiroshima, Japan.
- 8 augusti - Sovjetunionen förklarar krig mot Japan och invaderar Manchuriet.
- 9 augusti - USA fäller den andra atombomben över Nagasaki, Japan.
- 15 augusti - Japans villkorslösa kapitulation utropas av Hirohito, kejsaren av Japan.
- 20 augusti - Sovjetunionen avslutar sin offensiv i Östasien efter att ha ockuperat Manchuriet, norra Koreahalvön och Inre Mongoliet.
- 28 augusti - den amerikanska ockupationen av Japan inleds.
- 2 september - Japan undertecknar formellt kapitulationen i Tokyobukten. Andra världskriget är slut.